# Joseph Hardcastle Corsbie
Pour les articles homonymes, voir James Crosbie et Crosbie.
Joseph Hardcastle Corsbie (28 septembre 1913-14 septembre 1992) est un homme politique canadien de la Colombie-Britannique. Il est député provincial social-démocrate (CCF) de la circonscription britanno-colombienne de Peace River de 1945 à 1949.

## Biographie
Né à Kamloops, Crosbie étudie en Saskatchewan,. Il est officier pilote pendant la Seconde Guerre mondiale.
Il sert comme directeur général de la C.U. & C. Health Services dans le Lower Mainland. Il occupe aussi la fonction de président de la B.C. Credit Union League et de la B.C. Co-op Association, ainsi que pendant deux ans en tant que président de l'aile provinciale sociale-démocrate (CCF).
En politique municipale, il siège au conseil municipal de Burnaby en 1964.
Crosbie meurt d'un cancer du pancréas à White Rock en septembre 1992 à 78 ans.